# Гумнище
Гумни́ще — село в Україні, у Берестечківській громаді Луцького району Волинської області. Населення становить 331 осіб.

## Географія
Село розташоване на лівому березі річки Стир.

## Історія
У 1906 році село Берестецької волості Дубенського повіту Волинської губернії. Відстань від повітового міста 61 верст, від волості 6. Дворів 39, мешканців 298.
12 червня 2020 року, відповідно до розпорядження Кабінету Міністрів України № 708-р «Про визначення адміністративних центрів та затвердження територій територіальних громад Волинської області», село увійшло у склад Берестечківської міської громади.
19 липня 2020 року, в результаті адміністративно-територіальної реформи та ліквідації Горохівського району, село увійшло до складу новоутвореного Луцького району.

## Населення
Згідно з переписом УРСР 1989 року чисельність наявного населення села становила 348 осіб, з яких 160 чоловіків та 188 жінок.
За переписом населення України 2001 року в селі мешкали 333 особи. 100 % населення вказало своєю рідною мовою українську мову.